# Duomyia chaetostigma
Duomyia chaetostigma är en tvåvingeart som beskrevs av Mcalpine 1973. Duomyia chaetostigma ingår i släktet Duomyia och familjen bredmunsflugor. Inga underarter finns listade i Catalogue of Life.